# 黑豹天下
《黑豹天下》（英語：The Black Panther Warriors）是1993年上映的一部香港黑帮犯罪动作电影，由霍耀良执导，曾謹昌编剧，鄧光榮、林青霞、梁家輝、吳家麗和任達華主演。1993年11月18日在香港上映。
本片亦是演員鄧光榮生前的最後一部在幕前演出的作品。

## 劇情
職業俠盜黑豹和血狼今天去做任務，但在途中卻被血狼出賣，並以假死手段使其內疚，兩人的師父意識到血狼野心，自覺有危險，先行迫使自己女兒青青逃走，後續遭血狼偷襲殺死。
之後在某天晚上，警員秋sir前來找黑豹幹一伙大的，黑豹見狀，他請了多名幫手來幫自己，分別是孟波輝、程仁，然後再找自己的舊情人玫瑰及青青前來幫手，他們目標需要先偷掉警處的關二公，再把和事件有關的肥仔重傷來得知第二線索。
在一次，黑豹和自己的手下遭到伏擊，但幾人逃出生天，原來伏擊那人為黑豹的前師兄兼叛徒血狼，血狼表示對黑豹不滿，覺得自己資質不比黑豹差，意圖奪取掌門信物，最後，一場激烈的決鬥要開始了...

## 人物角色
| 演員   | 角色     | 粵語配音 | 備註／關係                                                                   |
| 鄧光榮 | 黑豹     | 鄧光榮   | 職業俠盜，遭師兄血狼出賣                                                     |
| 林青霞 | 青青     | 何錦華   | 黑豹的紅顏知己，玫瑰情敵                                                     |
| 梁家輝 | 孟波輝   | 朱子聰   | 槍法如神，黑豹之助手                                                         |
| 任達華 | 程仁     | 鄧榮銾   | 黑豹之助手，被玫瑰愛上                                                       |
| 吳家麗 | 玫瑰夫人 | 龍寶鈿   | 黑豹之紅顏知己，現已愛上程仁                                                 |
| 陳明真 | 阿真     | 陸惠玲   |                                                                              |
| 元華   | 血狼     | 黃子敬   | 大反派，黑豹的師兄，並出賣其                                                 |
| 張衛健 | Robert   | 張衛健   | 黑豹的助手，腦子不夠用，但只要含著奶嘴，就會變成電腦奇才，甚麼密碼也可以破解 |
| 黃錦燊 | 秋sir    | 周永光   | 警員，表面和黑豹合作，實際卻是血狼手下                                       |
| 鮑方   | 師父     | 源家祥   | 黑豹、血狼之師父，但被血狼出賣並殺死                                         |
| 施介強 | 肥佬     | 周永光   |                                                                              |
| 李莉莉 | 空中奶媽 |          |                                                                              |
| 陳奕詩 | Enna     |          |                                                                              |

## 外部連結
- 香港影庫上《黑豹天下》的資料（繁體中文）
- 豆瓣电影上《黑豹天下》的資料 （简体中文）